# Irena Doleżal-Nowicka

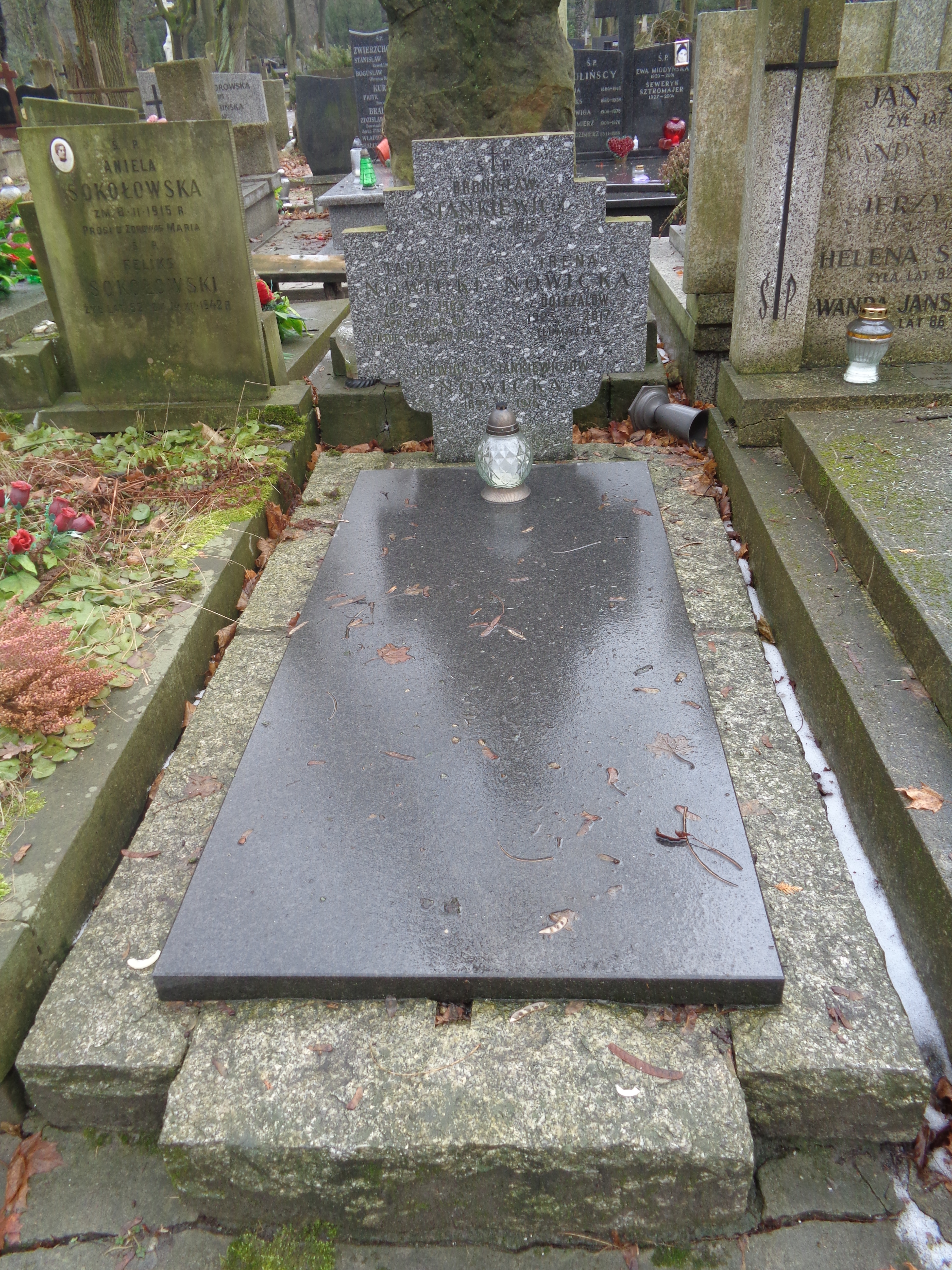
Grób Ireny Doleżal-Nowickiej na Cmentarzu Powązkowskim

Irena Maria Doleżal-Nowicka (ur. 26 czerwca 1923 w Paryżu, zm. 31 marca 2017 w Warszawie) – polska tłumaczka literatury anglojęzycznej. 

## Życiorys
Córka Franciszka Doleżala, ekonomisty i dyplomaty, radcy handlowego Ambasady RP w Paryżu, później przewodniczącego Komitetu Ekonomicznego Ligi Narodów oraz poetki Marii z Grąbczewskich. Od 1925 zamieszkała w Warszawie, gdy ojcu zaoferowano stanowisko wiceministra Przemysłu i Handlu. Ukończyła Gimnazjum im. Marii Konopnickiej w Warszawie, zaś w czasie okupacji niemieckiej zdała maturę na tajnych kompletach w 1940. Po maturze pracowała w sklepie płytowym i samodzielnie uczyła się języków, w latach 1943–1944 słuchaczka tajnego Studium Dziennikarskiego. W czasie wojny łączniczka Armii Krajowej, uczestniczka powstania warszawskiego (pseud. „Elżbieta”, „Lena”, IV Zgrupowanie „Zaremba”). 
Po wojnie, w latach 1945–1950 studentka filologii angielskiej na Uniwersytecie Warszawskim. Po studiach podjęła pracę jako redaktorka w wydawnictwach książkowych: Spółdzielni Wydawniczej „Czytelnik” (1951–1953), Wydawnictwach Geologicznych (1953–1956) i Instytucie Wydawniczym „Pax”(od 1956). Debiut translatorski w 1947: powieść Marthy Ostenso O rzeko, pamiętaj!. Autorka prawie 100 tłumaczeń utworów anglojęzycznych, głównie literatury kryminalnej, religijnej i z zakresu parapsychologii, m.in. autorzy: Graham Greene, Francis Clifford, James Herriot, Leslie Charteris, C.S. Lewis, Erle Stanley Gardner, Evelyn Waugh, Arthur Conan Doyle, Gerald Durrell. 
W latach 1957–1958 przebywała na stypendium Fundacji Kościuszkowskiej w Anglii, zaś w 1995 na rocznym stażu w Stanach Zjednoczonych. 
Członkini Związku Literatów Polskich (od 1971) i Polskiego PEN Clubu (od 1993). 
Odznaczona Krzyżem Armii Krajowej przez władze emigracyjne w Londynie oraz Warszawskim Krzyżem Powstańczym. W 1990 wyróżniona Nagrodą im. Włodzimierza Pietrzaka za pracę translatorską.

## Życie prywatne
W 1944, w czasie powstania warszawskiego poślubiła Tadeusza Nowickiego (lektora Polskiego Radia), z którym miała dwoje dzieci: Janinę (ur. 1949; po mężu Nowicka-Wierzbicka) i Wojciecha (ur. 1950). Po jego śmierci w 1963 wyszła w 1974 za mąż za Macieja Kwiatkowskiego (zm. 1994), historyka Polskiego Radia. Pochowana na cmentarzu Powązkowskim (kwatera 310-6-4).

## Przekłady
- M. Ostenso: O rzeko, pamiętaj! 1947,
- C. Weatherwax: Będzie nas więcej, 1952,
- D. Carter: Nasze jest jutro, 1953,
- B. Bhattacharya: Człowiek, który jedzie na tygrysie, 1955,
- B. Harte: Ślicznotka z Sierra Nevada, 1956,
- A. Bennett: Hotel Grand Babylon, 1960,
- H. Raitt: Wyprawa „Koziorożec”, 1960,
- E. Lanham: Morderstwo na mojej ulicy, 1964,
- M. Baldwin: Wezwani i wybrani. Dziennik siostry Urszuli Auberon, zakonnicy z opactwa Świętego Krzyża we Framleghen, 1965,
- N. Faulkner: Mali aktorzy, 1966,
- E. O’Connor: Tańczyłem, 1966,
- Leslie Charteris: Simon Templar wkracza do akcji, 1967,
- Josephine Tey: Morderstwo przed teatrem, 1967,
- D. Clarke Wilson: Trędowatym na ratunek, 1967,
- W.M. Bekkers: Drogi ludu bożego, 1968,
- E. Lanham: Podwójna pułapka, 1969,
- C.S. Lewis: Rozważania o chrześcijaństwie, 1969,
- Patrick Quentin: Sześć tygodni w Reno, 1969,
- Erle Stanley Gardner: Pięć dni w Madison City, 1970,
- E. Knight: Sam Small lata znowu. Niezwykłe przygody latającego Jorkszyrczyka, 1970,
- Evelyn Waugh: Znowu w Brideshead. Bogobojne i bluźniercze wspomnienia kapitana Karola Rydera, 1970,
- Francis Clifford: Można umrzeć inaczej, 1972,
- Francis Clifford: Odruch litości, 1971,
- Arthur Conan Doyle: Przygody Sherlocka Holmesa, 1972 (kilka opowiadań w zbiorze),
- M. Kennedy: Nie w kalendarzu, 1972,
- M. Allingham: Jak najwięcej grobów, 1973,
- Francis Clifford: Okrutna sprawiedliwość, 1973,
- Graham Greene: Moje fascynacje, 1973,
- Patrick Quentin: To niemożliwe kochanie, 1973,
- H. Viscardi: List do Jima, 1973,
- K. Cook: Spotkamy się o ósmej, 1974,
- E. Dillon: Zasadzka, 1974,
- E. Lanham: Żona z orchideami, 1974,
- H. Long: Moc utajona: Cabeza de Vaca. Relacja o przygodach w wędrówce od Florydy do Pacyfiku 1528–1536; Doña Marina, 1974,
- D. Telfer: Noc komety, 1974,
- Francis Clifford: Ale Klub nie przebacza, 1975,
- Graham Greene: Konsul honorowy, 1975,
- W. Macken: W poszukiwaniu ziemi sprawiedliwej, 1975,
- Francis Clifford: Żegnaj Grosvenor Square, 1976,
- M. Drabble: Klatka latem w ogrodzie, 1976,
- E. Lanham: Pamela, 1978,
- W. Macken: Milczący lud, 1978,
- Francis Clifford: Powiedział twoje imię, 1979,
- Francis Clifford: Różnie to bywa oraz inne opowiadania, 1979,
- E. Kübler-Ross: Rozmowy o śmierci i umieraniu, 1979,
- R. A. Moody: Życie po życiu, 1979,
- James Herriot: Wszystkie stworzenia małe i duże…, 1980,
- A. Gronowicz: Manipulanci, 1981,
- I. Trobisch: Być kobietą, 1981,
- Leslie Charteris: Simon Templar wkracza do akcji, 1982 (kilka opowiadań w zbiorze),
- Francis Clifford: „Amigo, amigo…”, 1982,
- Francis Clifford: Odwrót, 1983,
- Graham Greene: Doktor Fischer z Genewy, 1984,
- W. Trobisch: Kochałem dziewczynę, 1983,
- P. D’Arcy: Listy do Sary, 1985,
- R.P. Davis: Pilot, 1985,
- Graham Greene: Dziesiąty człowiek, 1987,
- H.J.M. Noumen: Dziennik z klasztoru trapistów, 1987,
- D. Selvig, D. Rile: Nie piję. Poradnik dla alkoholików, ich rodzin, przyjaciół i bliskich, 1987,
- K. Spink: Łańcuch miłości. Matka Teresa i jej cierpiący uczniowie, 1987,
- A. Andrews: Zamek Crespin, 1989,
- L. i N. Christenson: Przyjaźń, miłość, małżeństwo, 1990,
- Graham Greene: Kapitan i wróg, 1990,
- R. Fulghum: Wszystkiego co naprawdę trzeba wiedzieć, nauczyłem się w przedszkolu, 1991,
- F.J. Dolphin: Biskup Indian Zachodniej Kanady. Vitalis Justyn Grandin. (1829–1902), 1993,
- L. Payne: Jasne jak słońce, 1993,
- B.L. Weiss: Poza czas i nieśmiertelność, 1993,
- B.S. Siegel: Miłość, medycyna i cuda, 1994,
- Francis Clifford: Wszyscy ludzie są teraz samotni, 1995,
- James Herriot: Jeśli tylko potrafiłyby mówić, 1995,
- M. Stewart: Tajemnica zamku Valmy, 1995,
- I. Wilson: Krwawiący umysł. Zgłębiając zagadkowe zjawisko stygmatów, 1995,
- Francis Clifford: Strach przychodzi nocą, 1996,
- James Herriot: To nie powinno się zdarzyć, 1996,
- Gerald Durrell: Przeciążona arka, 1997,
- Thomas Gordon: Wychowanie w samodyscyplinie, 1997,
- Ellis Peters: Tajemnica świętych relikwii, 1997,
- Ellis Peters: O jedno ciało za dużo, 1998,
- Ellis Peters: Trujący lek, 1998,
- T. Carroll: Woody Allen i jego kobiety, 1999,
- Ellis Peters: Jarmark świętego Piotra, 1999,
- Ellis Peters: Trędowaty z hospicjum świętego Idziego, 1999,
- Prawdziwa miłość, 1999,
- M. Sheepshanks: Kiedy odchodzą na zawsze ci, których kochamy, 1999,
- Ellis Peters: Dziewica w bryle lodu, 2000,
- J.P. Walsh: Wiedza aniołów, 2000,
- Ellis Peters: Wróbel w świątyni, 2001,
- Ellis Peters: Nowicjusz diabła, 2001,
- Ellis Peters: Okup nieboszczyka, 2002,
- Ellis Peters: Pielgrzym nienawiści, 2004,
- Ellis Peters: Doskonała tajemnica, 2004,